# 亞里塔瓜

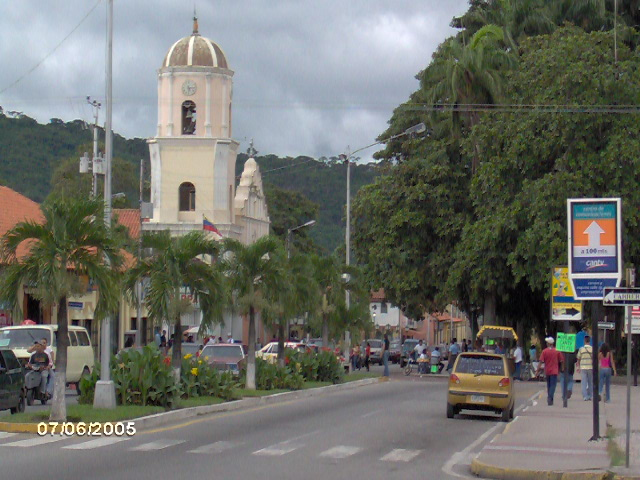

亞里塔瓜是委內瑞拉的城市，由亞拉奎州負責管轄，位於該國西北部，距離首都卡拉卡斯327公里，始建於1590年，面積510平方公里，海拔高度340米，人口約120,000。

## 外部連結
- Peña municipality[永久]